# Moisés Candelario
Moisés Antonio Candelario Díaz (Guayaquil, Provincia del Guayas, Ecuador, 24 de julio de 1978) es un exfutbolista ecuatoriano que jugaba de volante mixto.

## Trayectoria
Moisés Candelario llegó muy joven a las divisiones menores de Emelec. Triunfaba en las categorías menores del club, debuta con el primer plantel en 1996 con 18 años 
En 1998 junto a otros compañeros integra la famosa renovación de futbolistas conocida como "Los Extraterrestres". Con el Emelec fue campeón de Ecuador los años 2001 y 2002, destacando y caracterizándose por sus excelentes remates de media y larga distancia.
El 2006 pasó a LDU de Quito, el 2007 a Barcelona SC, el 2008 a El Nacional, el 2009 a Liga de Portoviejo, el 2010 a Audaz Octubrino, el 2011 al club Bolívar de la provincia de El Oro.

## Selección nacional

### Categorías inferiores
Como seleccionado juvenil disputó una Copa Mundial de Fútbol Sub-17. También formó parte de selecciones en las categorías Sub-20 y Sub-23.

#### Participaciones en Copas del Mundo
| Campeonato                  | Sede    | Resultado        | Partidos | Goles |
| --------------------------- | ------- | ---------------- | -------- | ----- |
| Copa Mundial Sub-17 de 1995 | Ecuador | Cuartos de final | 1        | 0     |

### Selección mayor
Ha sido internacional con la Selección de fútbol de Ecuador en 5 ocasiones. Su debut fue el 27 de enero de 1999 en un partido amistoso ante Costa Rica en San José.
Con la selección mayor fue convocado a la Copa América 1999 y jugó un partido en las Eliminatorias Sudamericanas rumbo al Mundial Corea-Japón 2002.

#### Participaciones en eliminatorias
| Eliminatorias      | Sede            | Resultado   | Partidos | Goles |
| ------------------ | --------------- | ----------- | -------- | ----- |
| Eliminatorias 2002 | América del Sur | Clasificado | 1        | 0     |

#### Participaciones en Copa América
| Copa              | Sede     | Resultado      | Partidos | Goles |
| ----------------- | -------- | -------------- | -------- | ----- |
| Copa América 1999 | Paraguay | Fase de grupos | 0        | 0     |

## Clubes
| Club              | País    | Año       |
| ----------------- | ------- | --------- |
| Emelec            | Ecuador | 1996-2005 |
| LDU de Quito      | Ecuador | 2006      |
| Barcelona         | Ecuador | 2007      |
| El Nacional       | Ecuador | 2008      |
| LDU de Portoviejo | Ecuador | 2009      |
| Audaz Octubrino   | Ecuador | 2010      |
| Deportivo Bolívar | Ecuador | 2011-2013 |

## Palmarés
| Título             | Club   | País    | Año  |
| ------------------ | ------ | ------- | ---- |
| Serie A de Ecuador | Emelec | Ecuador | 2001 |
| Serie A de Ecuador | Emelec | Ecuador | 2002 |